# Uraria barbata
Uraria barbata är en ärtväxtart som beskrevs av John Henry Lace. Uraria barbata ingår i släktet Uraria och familjen ärtväxter. Inga underarter finns listade i Catalogue of Life.